# Explorer 2

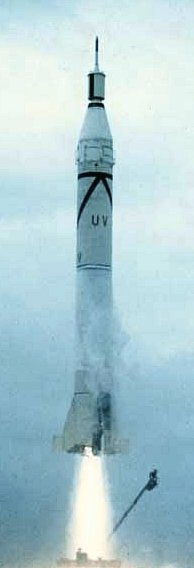
Start von Explorer 2

Explorer 2 war der zweite Satellit des Explorer-Programms, welches das erste und zugleich umfangreichste Programm von Satelliten und Raumsonden der Vereinigten Staaten ist. Der Flug sollte im Wesentlichen eine Wiederholung der gelungenen Mission Explorer 1 werden. Jedoch zündete die 4. Stufe der Juno-I-Trägerrakete nicht, so dass der Satellit keine Umlaufbahn erreichen konnte.
Explorer 2 war unter anderem zum Messen von kosmischer Strahlung mit einem Geigerzähler ausgestattet sowie einer Apparatur zum Detektieren von Mikrometeoriten.